# Крістофоро Мунарі
Крістофоро Мунарі (італ. Cristoforo Munari; 21 липня, 1667, Реджо-нель-Емілія — 3 червня, 1720, Піза) — італійський художник доби бароко, що створював переважно натюрморти. Відомий також як реставратор картин інших майстрів. Його ім'я також пишуть як Крістофано Монарі.

## Історія досліджень
До початку 2000 років майстер, його життєпис та його твори були досить мало відомі. В музеях світу та на аукціонах періодично зустрічались картини художника XVII ст., про якого мало що було відомо. У 1972 році Музей образотворчих мистецтв імені Пушкіна отримав у подарунок «Натюрморт з письмовим приладдям». Добродієм був Вишневський Фелікс Євгенович. Автором полотна був Крістофоро Мунарі.
У 1988 році в Італії нарешті відбулася виставка творів митця, що мала успіх, а до художника звернула увагі дослідників та істориків. Більш повно з'ясувалися і факти з життя художника

## Життєпис

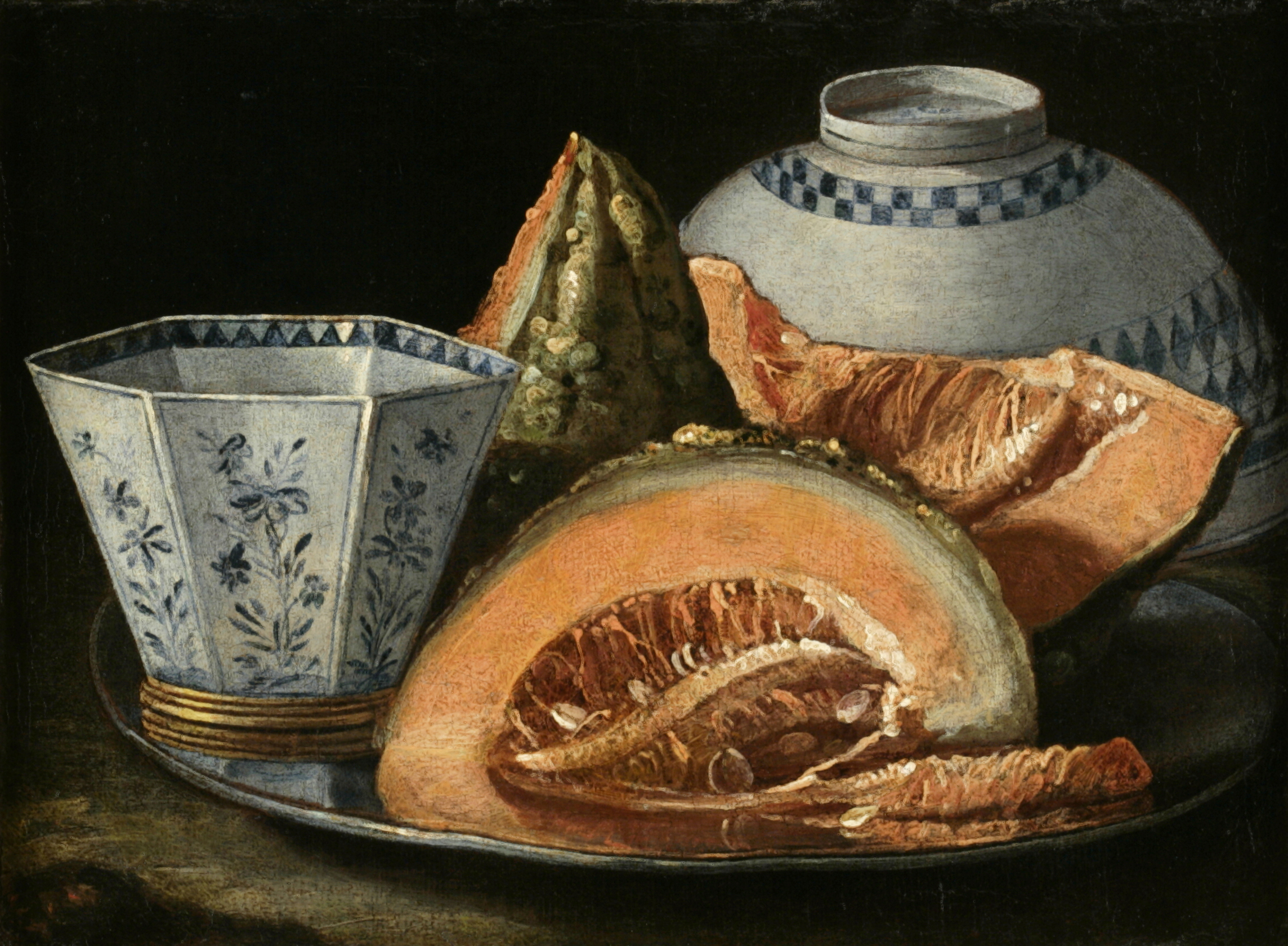
Диня і порцеляна

Походить з Реджо Емілії. Ймовірно, там і отримав художню освіту. Серед його меценатів — Рінальдо д'Есте, герцог Модени.
На творчу манеру художника мали вплив твори іноземних майстрів, що працювали в Італії, серед них — К. Берентс з міста Гамбург та А. Бенедетті з міста Антверпен.
У 1703-1706 роках художник мешкав і працював у Римі. Потім 10 років жив і працював у Флоренції при дворі Медичі. Відомо, що у 1715 році він переїхав до Пізи, де переважно займався реставрацією картин інших майстрів.
Створював натюрморти з військовими трофеями, порцеляною, музичними інструментами. Більш уславлений Еварісто Баскеніс теж створюава натюрморти з музичними інструментами. Це давало підстави твори Крістофоро Мунарі приписувати Баскенісу.

## Вибрані твори
- « Диня і порцеляна»
- « Алегорія мистецтв»
- « Музичні інструменти і фрукти»

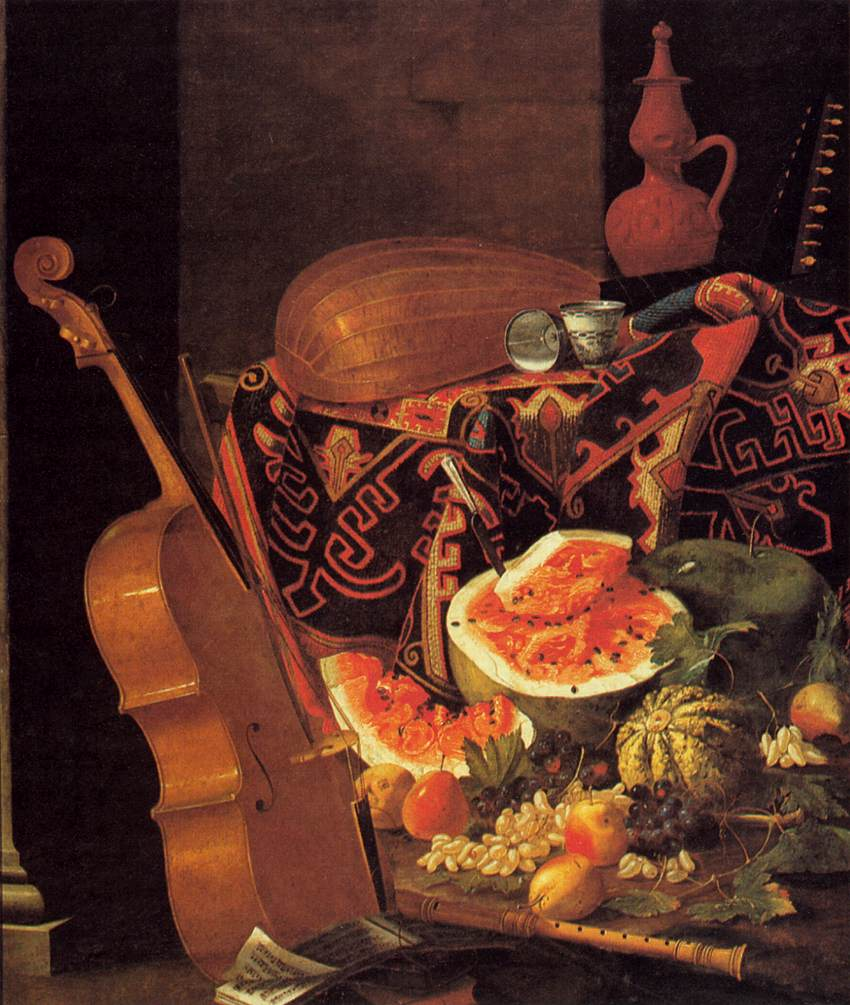
« Східний килим, музичні інструменти і фрукти», Палаццо Пітті, Флоренція.

- « Натюрморт з керамічним посудом, гарбузом та капустою »
- « Килим, музичні інструменти і фрукти»
- « Натюрморт з фруктами і скляним посудом»
- « Натюрморт. Музичні інструменти, порцеляна і фрукти»
- « Натюрморт з письмовими приладами»
- « Керамічний та металевий посуд і два півні»
- « Скляні вази і фрукти»
- « Східний килим, музичні інструменти і фрукти»
- « Книги, фрукти і порцеляна»
- « Скляні келихи, печиво, інжир і глек»

## Галерея

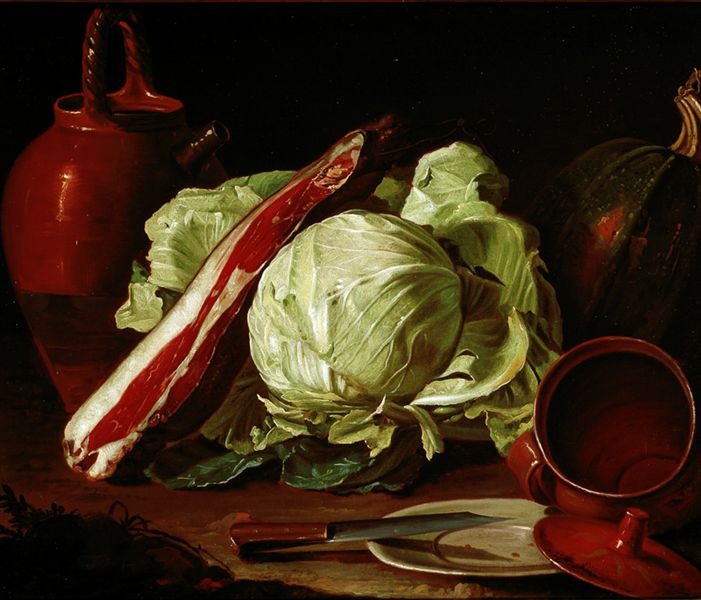
Натюрморт з керамічним посудом, гарбузом та капустою

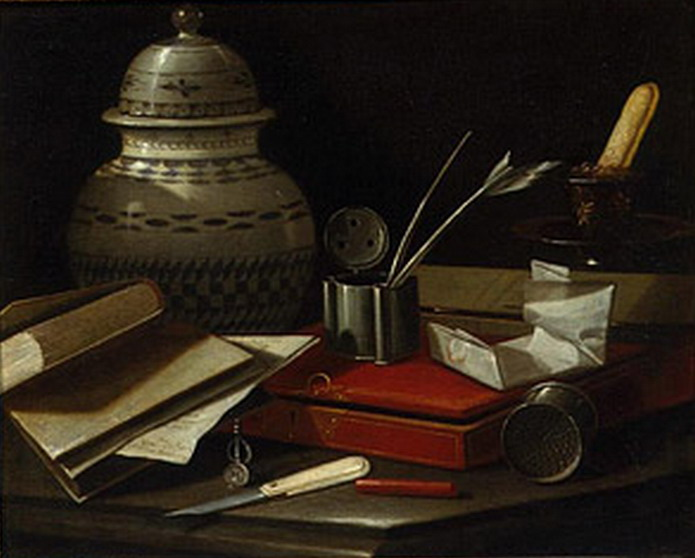
Крістофоро Мунарі. «Письмові прилади».
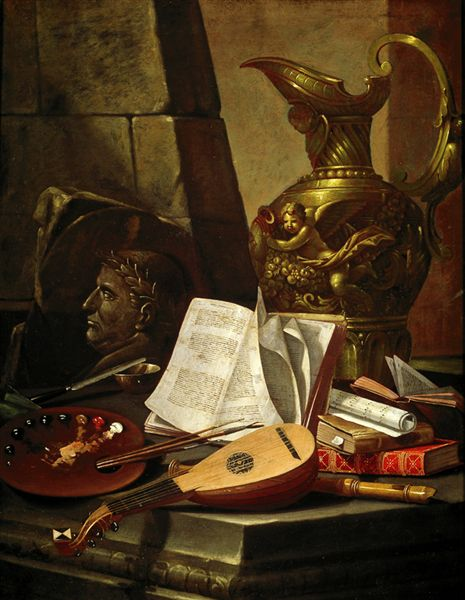
Алегорія мистецтв, місто Реджо Емілія
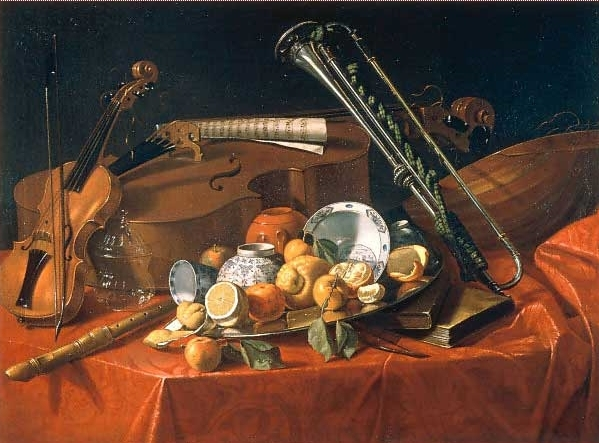
Музичні інструменти і фрукти
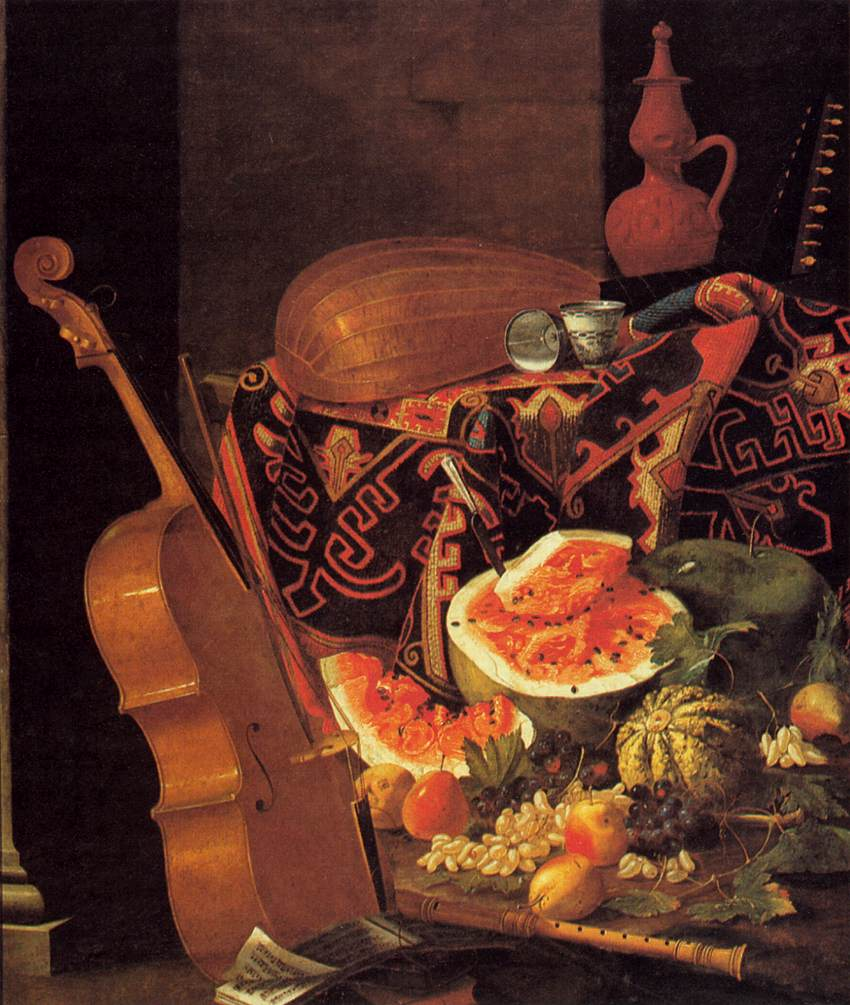
Килим, музичні інструменти і фрукти, Флоренція, палаццо Пітті
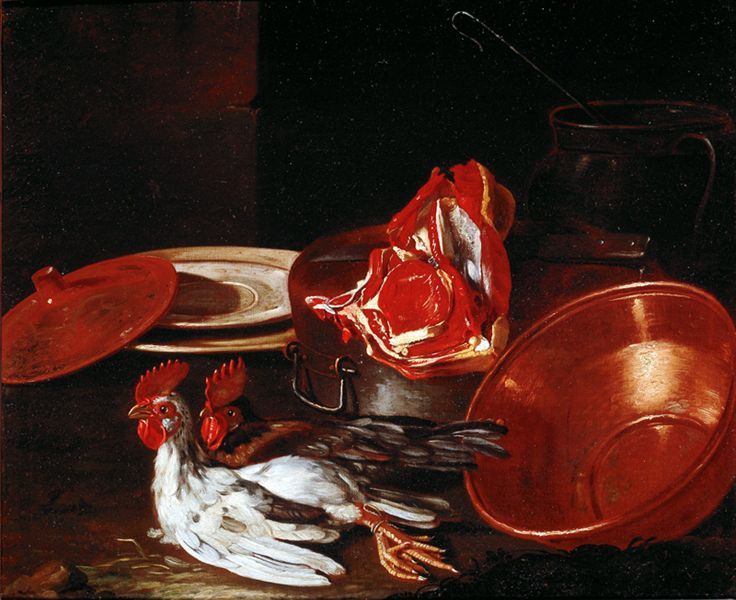
« Керамічний та металевий посуд і два півні»
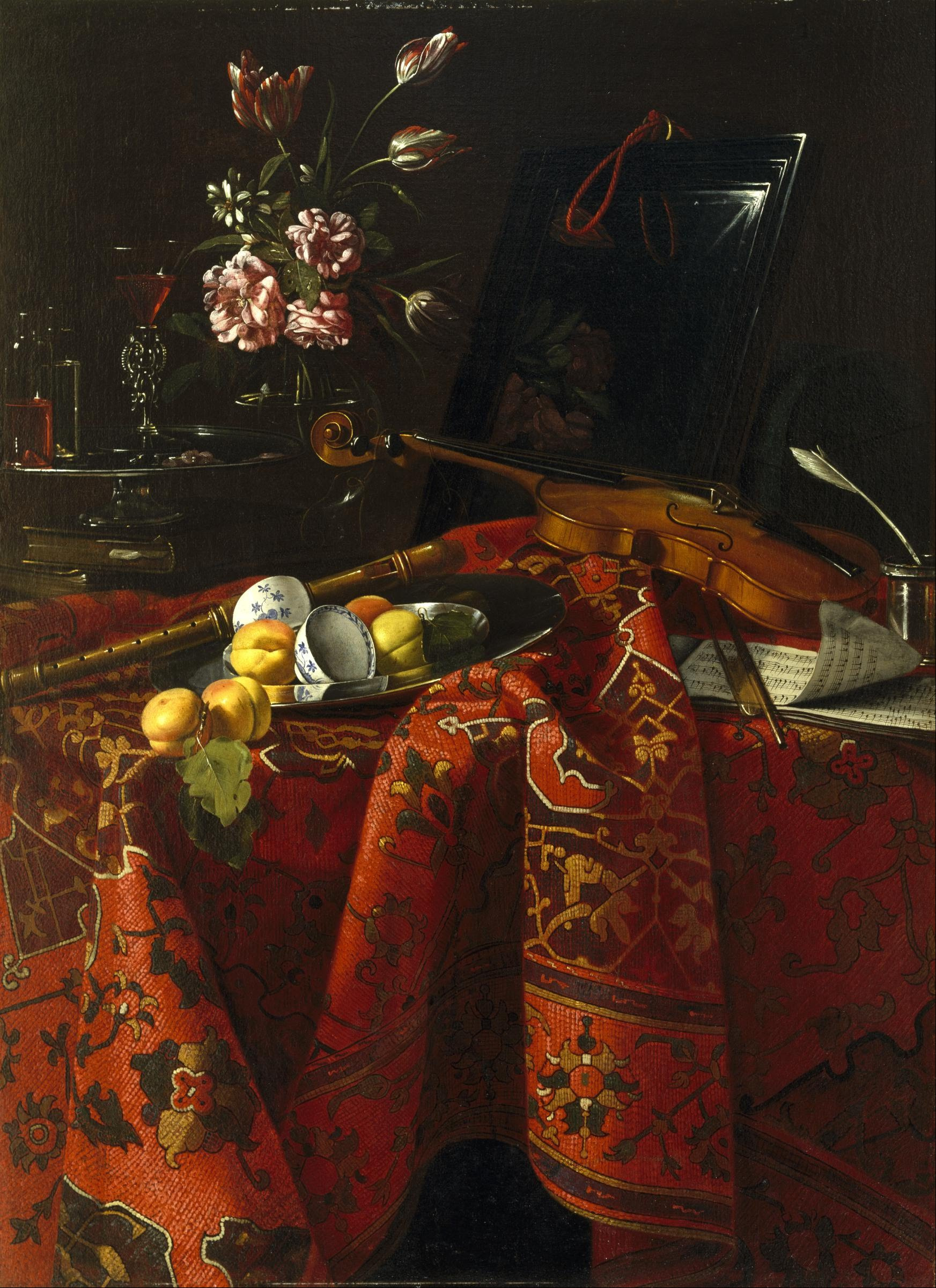
«Натюрморт з музичними інструментами і східним килимом», до 1715 р., Музей образотворчих мистецтв (Х'юстон), США